# 李霊夔
李 霊夔（り れいき、生年不詳 - 垂拱4年9月11日（688年10月10日））は、中国の唐の高祖李淵の十九男。母は宇文昭儀。

## 生涯
学問を好み、草書・隷書をよくし、音律に通じて、若くして名声があった。同母兄の韓王李元嘉と特に親しかった。貞観5年（631年）、魏王に封ぜられた。貞観10年（636年）、燕王に改封され、実封八百戸を受け、幽州都督に任じられた。貞観14年（640年）、魯王に徙封され、兗州都督に転じた。貞観23年（649年）、実封は千戸まで加増された。永徽6年（655年）、隆州刺史に転じた。のちに絳州・滑州・定州の刺史や太子太師を歴任した。垂拱元年（685年）、邢州刺史に転じた。
垂拱4年（688年）、越王李貞らとともに起兵を謀り、事が洩れて捕らえられた。振州に流され、自殺した。
子に李詵・李藹がいた。李詵は、清河王となったが、早逝した。李藹は范陽王となり、越王李貞の乱が失敗することを察知し、その陰謀を告発する側にまわって、死を免れた。右散騎常侍などをつとめたが、酷吏によって殺害された。神龍初年、李霊夔の父子は爵位を生前にさかのぼって回復され、李藹の子の李道堅が後を継いだ。

## 伝記資料
- 『旧唐書』巻64 列伝第14「魯王霊夔伝」
- 『新唐書』巻79 列伝第4「魯王霊夔伝」